# Circuit primaire
En production d'énergie, le circuit primaire est le réseau de tuyaux et de pompe(s) qui se situe entre le système producteur de chaleur ou de froid (cœur de réacteur nucléaire, chaudière, pompe à chaleur, panneau solaire, etc.) et le circuit secondaire, qui achemine ensuite chaleur ou froid jusqu'aux sous-systèmes de distribution, à l'exemple des radiateurs d'une habitation, ou aux sous-systèmes de transformation en énergie électrique, comme les turbines d'une centrale électrique.
Ces deux circuits véhiculent chacun un fluide caloporteur, de même type ou de deux types distincts : généralement il s'agit d'eau, parfois additionnée de substances antigel, anticalcaire, antibactérienne, etc..

## Exemples de circuits primaires

### Réacteur nucléaire à eau pressurisée

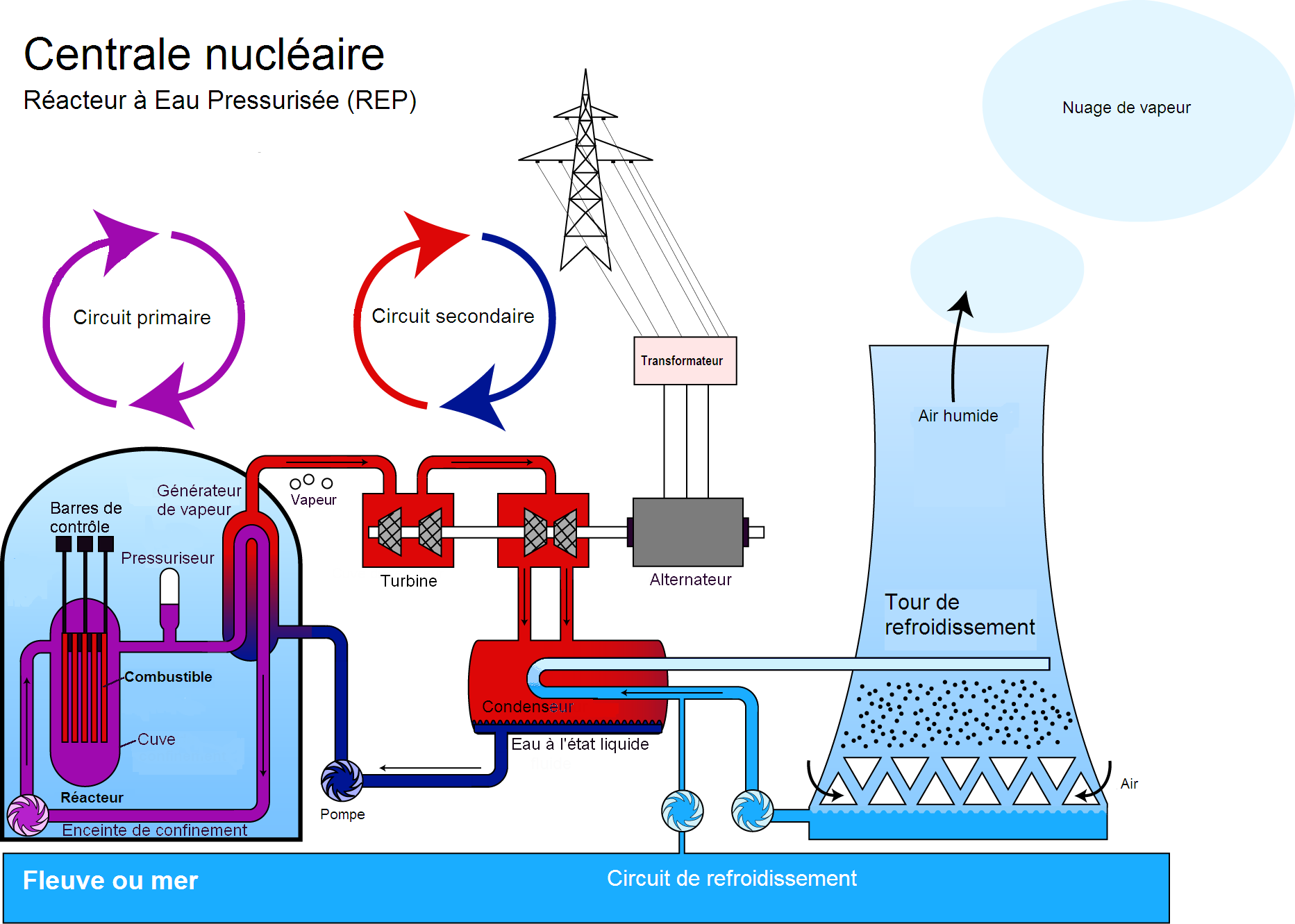
Sur ce schéma représentant une centrale nucléaire à eau pressurisée, le circuit primaire est à gauche, en violet.

Dans une centrale électrique à réacteur nucléaire à eau pressurisée, c'est de l'eau qui circule dans le circuit primaire : elle est amenée à haute température (320 à 330°C) par l'effet des réactions de fission nucléaire qui ont lieu au sein du cœur du réacteur, que le circuit primaire traverse. L'eau est ensuite amenée et maintenue à une haute pression grâce à un pressuriseur, puis effectue un échange thermique avec le circuit secondaire dans un générateur de vapeur : la chaleur dégagée par l'eau du premier circuit vaporise alors l'eau du second, qui fait ensuite tourner une ou plusieurs turbines génératrices d'énergie mécanique, elle-même enfin transformée en énergie électrique par un alternateur.
Ce circuit primaire, soumis à des conditions de pression, de température et potentiellement de radioactivité très élevées,, est nécessairement isolé du circuit secondaire, lui-même isolé du circuit de refroidissement. Ce dernier refroidit le circuit secondaire par de l'eau pompée dans l'environnement (fleuve, mer ..). Le circuit primaire est inclus dans une enceinte de confinement destinée à limiter les risques sanitaires et environnementaux en cas d'accident, par exemple une fusion du cœur d'un réacteur nucléaire.